# Guerra dos Potiguaras
A Guerra dos Potiguaras foi uma guerra colonial do Brasil, ocorrida entre 1574 e 1599. O longo conflito envolveu os colonizadores portugueses e mamelucos contra o povo potiguara e seus aliados, os franceses. Os tabajara foram aliados ora dos portugueses, ora dos potiguara, em diferentes ocasiões. Esse período de 25 anos é chamado pelo historiador Frans Moonen de "primeira guerra", pois os Potiguara continuaram a ser alvo de ataques ao longo dos séculos seguintes.

## Quem escreveu sobre a guerra
As fontes sobre o acontecimento são relativamente escassas. Conforme Felipe Milanez e Fabricio Lyrio Santos, no livro Guerras da Conquista, o relato de Gabriel Soares de Sousa, de 1587 (antes do fim da guerra) e o livro do frei Vicente de Salvador, de 1627, mencionam o conflito. O principal relato de uma testemunha dos eventos narrados foi o de um padre jesuíta anônimo, autor do Sumário das armadas que se fizeram e guerras que se deram na conquista do rio Paraíba, escrito por volta de 1598 e usado como fonte por Vicente de Salvador.
Mais escassas ainda são as visões dos vencidos, isto é, dos indígenas. Não há relato proveniente diretamente dos povos originários, a não ser por intermediação desses autores. Há também poucas palavras registradas dos caciques potiguaras que lideraram o conflito. Por fim, ao contrário de conflitos anteriores, como a Confederação dos Tamoios, há poucos relatos da vida e dos costumes dos potiguara e tabajara. Isso se deve em parte ao fato de os franceses não terem firmado uma base sólida na região do conflito, o que impediu que cronistas fizessem tais relatos. Os autores de Guerra da Conquista lembram que o silenciamento das vozes e a destruição dos saberes recebe o nome de epistemicídio.

## Antecedentes e contexto

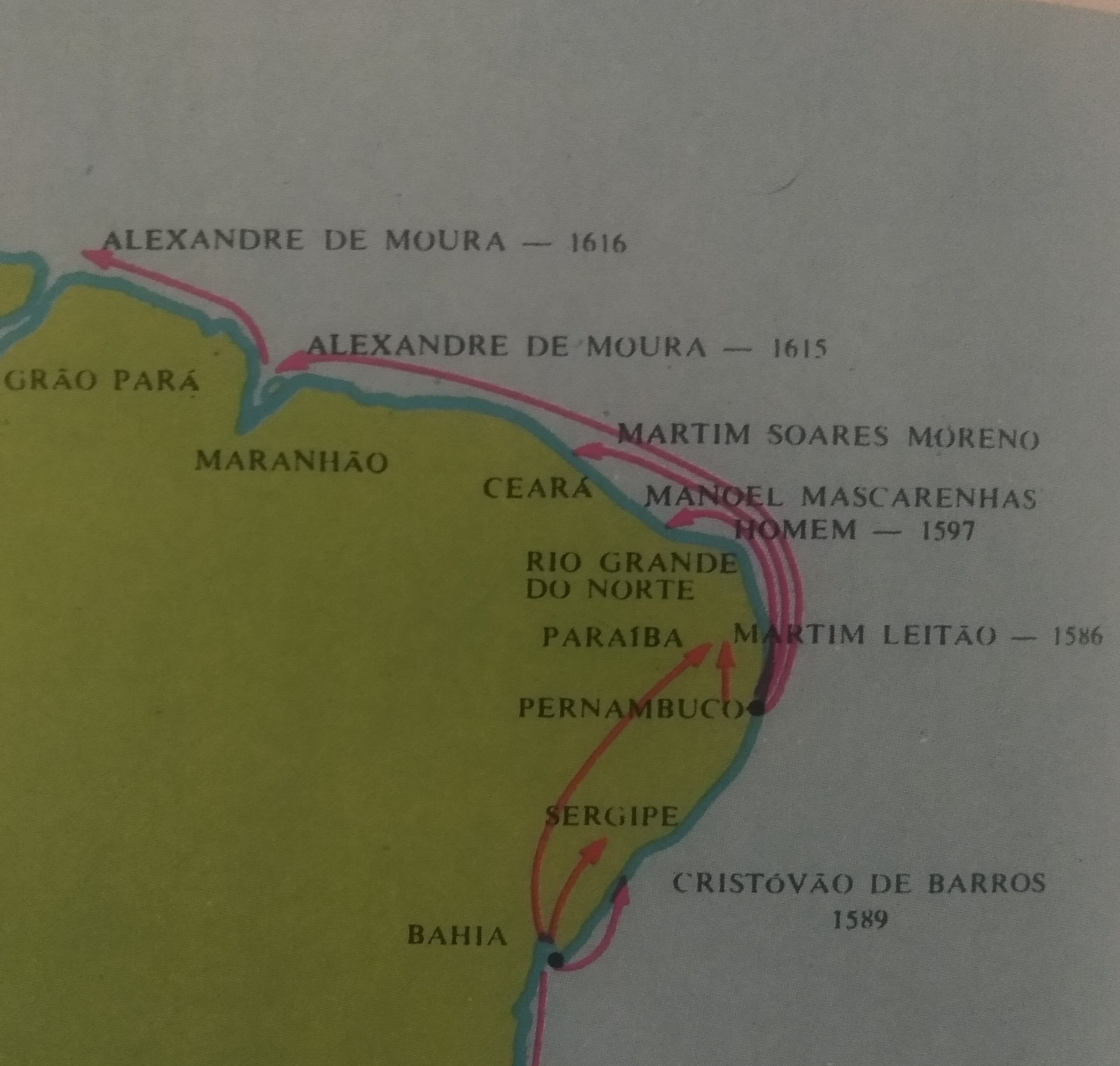
Avanço da colonização pelas regiões Nordeste e Norte, no final do século XVII e início do século XVIII. Partindo da Bahia, diversos territórios foram tomados consecutivamente, até a Amazônia.

Em meados do século XVI, a guerra colonial se estendia por boa parte da costa brasileira. A guerra opunha portugueses e seus aliados indígenas aos povos indígenas oponentes e seus aliados franceses.  Um importante conflito desse período foi a Confederação dos Tamoios (1554–1567), ocorrido no Rio de Janeiro poucos anos antes do início da Guerra dos Potiguaras.
Em seguida, a partir de 1570, a colonização voltou-se para o nordeste. A Guerra dos Potiguaras ocorreu no contexto do avanço português pela costa do Nordeste do Brasil, em um movimento contínuo de sul a norte, e depois a oeste, conforme o mapa ao lado. Quando a primeira guerra potiguara já havia terminado, esse movimento continuou, passando pelo Maranhão e chegando à Amazônia.

## Os potiguara
O termo tupi "potiguara" que significa "comedores de camarão" (potín significa camarão) também conhecidos como potiguara, potiguares, petiguares, pitaguares, pitiguares e pitiguaras, são um grupo indígena brasileiro que, no século XVI, ocupava áreas hoje pertencentes aos estados de Pernambuco, da Paraíba, do Rio Grande do Norte, Ceará, Piauí e partes do Maranhão. Foram uma das etnias tupis que resistiram por mais tempo aos invasores portugueses, mostrando forte união e utilizando um complexo sistema de alianças com ingleses e, principalmente, franceses comerciantes de pau-brasil. Essa aliança com os franceses se mostraria útil durante a guerra.
[O povo Potiguara] era um dos maiores e mais unidos povos que habitavam a costa, menos fragmentado que os tupinambás, com uma das forças guerreiras mais bem organizadas e abastecidas entre os povos tupis da região. Os potiguaras conseguiram, por meio de uma apurada estratégia diplomática, mais tempo para se armar com os franceses, desenvolver novas estratégias de guerra para enfrentar fortes, navios, arcabuzes e canhões e, ao mesmo tempo, seguir comerciando também com os portugueses e outros europeus que apareciam em suas praias.— Milanez, Felipe; Santos, Fabricio Lyrio (2021). Guerras da conquista: Da invasão dos portugueses até os dias de hoje. Rio de Janeiro: HarperCollins. p. 132
Segundo Milanez e Santos, havia mais de 100 mil potiguaras antes da guerra.

## Estopim
O estopim da guerra foi o sequestro de uma filha de um cacique por um senhor de engenho;no contexto de escravização generalizada dos povos indígenas e guerra colonial interétnica na costa brasileira da segunda metade do século XVI.
Já havia tensão entre mamelucos (descendentes de indígenas e europeus, em geral portugueses) e os potiguara. Os colonos atacavam e saqueavam as aldeias indígenas, além de capturar escravos. Em uma ocasião, um comerciante mameluco se apaixonou pela filha do cacique Iniguaçu (Rede Grande, em tupi). O pai concordou com a união, desde que o comerciante morasse com eles na aldeia de Capaôba, onde ele a conheceu. Depois de algum tempo, contudo, o comerciante decidiu raptá-la e levá-la a Olinda. O cacique, então, decidiu enviar dois filhos para resgatar a filha. Após diversas negociações com o governador Antônio Salema, os irmãos conseguiram recuperar a jovem indígena e obtiveram um salvo-conduto para retornarem em segurança.
Porém, quando estavam quase de volta à casa, tiveram que passar pelas terras do senhor de engenho Diogo Dias, o qual tomou a jovem como cativa, junto com outras mulheres, em seu engenho fortificado. Digo era amigo do governador, por isso, este afirmou que não podia fazer nada a respeito. Ao ficar sabendo do ocorrido, Iniguaçu decidiu resgatá-la, obtendo, para isso, a ajuda de outras aldeias potiguaras. Essas aldeias tinham apoio dos franceses. Iniguaçu conseguiu também firmar aliança com Tujucipapo, um importante cacique do litoral. Ao cair numa emboscada, Diogo Dias foi morto, junto com toda sua milícia. Teve início, assim, a guerra.

## Resumo dos acontecimentos
Em 1574, Portugal enviou uma expedição para o Rio Paraíba, visando punir os indígenas pela morte de Diogo Dias. A missão não logrou êxito. No ano seguinte, uma nova expedição, que contava com uma frota de doze naus para conquistar a Paraíba, também não teve êxito. Os conflitos, contudo, eram intensos. Durante o século XVI, os portugueses disputavam o controle do território indígena com outras nações europeias, como os franceses. Além disso, uma intensa resistência indígena à colonização não permitia o fácil avanço colonizatório.
Paralelamente ao que ocorria em sua colônia americana, Portugal estava envolvido também em uma guerra contra os mouros na África. Em 1578, o país foi sofreu importante derrota na batalha de Alcácer-Quibir, no Marrocos. Outros conflitos nos quais Portugal estava envolvido eram, inclusive, mais importantes do que a luta contra os Potiguara:
Da mesma forma, essas guerras simultâneas explicam por que Portugal destinou uma força militar maior e se preocupou muito mais com as guerras contra os mouros no Mediterrâneo e em garantir as conquistas na Ásia, que, naquele tempo, era o principal comércio marítimo que realizavam.— Milanez, Felipe; Santos, Fabricio Lyrio (2021). Guerras da conquista: Da invasão dos portugueses até os dias de hoje. Rio de Janeiro: HarperCollins. p. 137
Em 1579, o colono Frutuoso Barbosa foi nomeado capitão-mor pela Coroa portuguesa. Seu objetivo era construir um forte na Paraíba e conquistar os Potiguara.

### Espanha entra na guerra
Na batalha de Alcácer-Quibir, mencionada acima, morreu o rei de Portugal, Sebastião I, o que gerou uma longa crise política pela sucessão ao trono. A crise resultou no controle de Portugal pela Espanha, no que ficou conhecida como a União Ibérica (1580-1640). Deste modo, a Espanha passou também a participar da guerra no continente sul-americano. Daquele país vieram reforços, em 1582. Uma armada, que se constituía de portugueses e espanhóis, interceptou alguns navios franceses, que foram pilhados e incendiados. Em seguida, porém, houve reação dos potiguara, que reagiram heroicamente e inclusive com mais vigor que os franceses. Os portugueses e espanhóis tiveram de recuar.

### A aliança entre os tabajara e portugueses
Os tabajara eram, tradicionalmente, aliados dos portugueses. Desde o estabelecimento das capitanias hereditárias, esse povo indígena ajudou os portugueses a se oporem à resistencia imposta pelos Caeté e pelos potiguara ao esforço de colonização. Contudo, já em plena guerra, os tabajara romperam a cooperação com os portugueses, pois estes tentaram escravizar os indígenas pertencentes a esse povo. Uma importante tentativa de escravização ocorreu em 1584. Ao perceber a emboscada, os tabajara, reagiram, matando vários portugueses.
Temendo a reação portuguesa, os Tabajara aliaram-se aos seus tradicionais inimigos, os potiguara.Contudo, isso não impediu que eles fossem massacrados pelos portugueses. Enfraquecidos, a aliança entre portugueses e Tabajara foi refeita por Martim Leitão, o qual ficaria mais tarde conhecido como o responsável pela "conquista da Paraíba".  O ano em que a aliança foi refeita foi 1586.

### A varíola garante a vitória
Assim como na guerra contra os tamoios, a vitória europeia chegou apenas após a epidemia. Com a varíola, a organizada sociedade potiguara se desestruturou, com mortes, fome, falta de abastecimento de alimentos e pânico generalizado. Aproveitando-se da tragédia, o Exército português passou a massacrar doentes e famintos. A varíola é mortal de duas formas: tanto pelos efeitos do vírus quanto pela força com que se espalha e derruba toda a comunidade— Milanez, Felipe; Santos, Fabricio Lyrio (2021). Guerras da conquista: Da invasão dos portugueses até os dias de hoje. Rio de Janeiro: HarperCollins. p. 146

### A paz (e novos atos de resistência)
Depois da destruição causada pela guerra e pela doença, estava aberta a possibilidade de um acordo de paz. Para tanto, um importante pajé que era mantido refém foi libertado, pois os jesuítas entendiam que uma autoridade espiritual (o pajé) era necessária para que o acordo fosse aceito entre os indígenas. Este acordo foi selado em 11 de junho de 1599. Contudo, mesmo após a paz ter sido firmada, muitas aldeias potiguaras seguiram resistindo aos colonizadores. Tais tentativas de libertação do jugo colonial resultaram em pesadas perdas para os Potiguara.

## Após a guerra
Firmada a paz, após a derrota imposta aos potiguara, estes passaram a ser súditos da Coroa, e aliaram-se aos portugueses em outras conquistas, entre elas a Guerra dos Aimorés, que já transcorria quando do fim da Guerra dos Potiguaras. Em 1603, uma expedição que incluia potiguaras, tabajaras e colonizadores, sob a liderança de Zorobabé, partiu com caravelas para o sul da Bahia lutar contra os aimoré, que foram massacrados. Em seguida, no caminho de volta à Paraíba, Zorobabé atacou um quilombo em Salvador.
Paralelamente, o processo de conquista do Nordeste continuava pelo litoral. Os portugueses avançavam na direção oeste, rumo ao Ceará. Entre diversos ataques ocorrido ao longo dos anos, destaca-se a grande expedição de 1605-1606, da qual fazia parte Martim Soares Moreno (ver mapa acima, na seção Antecedentes e contexto). O percurso da conquista passou, em seguida, pelo Maranhão, sendo construído um forte em São Luís, em 1612, cujo propósito era contribuir para a derrotar definitivamente os franceses estabelecidos na região. Depois, teve início a invasão, da Amazônia. Os potiguara tiveram ainda de ajudar os portugueses na luta contra os holandeses, que haviam ocupado o Nordeste entre 1630 e 1654.